# Хенткаус II
Хенткаус II — царица Древнего Египта, жена фараона Нефериркара и мать двух фараонов: Неферефра (старший сын) и Ниусерра (младший сын). Усыпальница супругов была найдена в Абусире.
Изображена[где?] со скипетром-папирусом в правой руке и короной-уреем на голове.

## Титулы
Среди титулов Хенткаус II имелись:
- «Царь Верхнего и Нижнего Египта»
- «Она, кто видит Гора и Сета»
- «Любимая жена царя»
- «Дочь Бога»
- «Мать двух царей»

## Версия Джоан Флетчер
Археолог и египтолог Джоан Флетчер, имеющая неоднозначную репутацию в научном сообществе, выдвинула альтернативную версию о супруге царицы. По её мнению, Хенткаус II пошла наперекор традиции, выйдя замуж за царского цирюльника, который впоследствии был возведён в сан визиря.